# Божурлук
Божурлук (болг. Божурлук) — село в Болгарии. Находится в Плевенской области, входит в общину Левски. Население составляет 133 человека.

## Политическая ситуация
Божурлук подчиняется непосредственно общине и не имеет своего кмета.
Кмет (мэр) общины Левски — Георги Евлогиев Караджов (коалиция в составе 3 партий: Демократы за сильную Болгарию (ДСБ), ВМРО — Болгарское национальное движение, Земледельческий народный союз (ЗНС)) по результатам выборов.